# Rozopol
Rozopol (niem. Rosental) – wieś w Polsce położona w województwie łódzkim, w powiecie kutnowskim, w gminie Dąbrowice.
W latach 1975–1998 miejscowość administracyjnie należała do województwa płockiego.
Na polach wsi na powierzchni 0,45 ha znajdują się fragmenty zniszczonych macew – pozostałości kirkutu.